# Umar ibn Sa'd
ʿUmar ibn Saʿd ibn Abī Waqqāṣ (in arabo عمر بن سعد‎?; Medina, 620 – Kufa, 680) è stato un funzionario e generale arabo.
Era figlio del Compagno del profeta Maometto, Sa'd ibn Abi Waqqas, appartenente ai Dieci Benedetti (al-ʿashara al-mubashara) e che accompagnò negli arbitrati di Dumat al-Jandal (658) e di Adhruh (659).
Fu Governatore di Rayy, sottoposto quindi all'autorità del Wāli di Kufa ʿUbayd Allāh b. Ziyād.
Era al comando delle truppe di cavalleria inviate a intercettare a Kerbelāʾ il gruppo familiare del nipote di Maometto, al-Husayn ibn 'Ali, e fu il diretto artefice del cruento eccidio che va sotto l'improprio nome di battaglia di Kerbelāʾ.
Fu giustiziato più tardi da al-Mukhtār b. Abī ʿUbayd, la cui rivolta ebbe inizialmente successo, prima di essere stroncata da Muṣʿab b. al-Zubayr.